# ألبان الشام
ألبان الشام ( (بالألبانية: Çamë)‏. (باليونانية: Τσάμηδες)‏ ، Tsámidhes )، هي مجموعة فرعية من الألبان الذين كانوا يقيمون في الأصل في الجزء الغربي من منطقة إبيروس في شمال غرب اليونان، وهي منطقة معروفة بين الألبانيين باسم Chameria. تتمتع عائلة Chams بهويتها الثقافية الخاصة، والتي هي مزيج من التأثيرات الألبانية واليونانية بالإضافة إلى العديد من عناصر Cham على وجه التحديد. ساهم عدد من أبناء الشام في الهوية الوطنية الألبانية ولعبوا دورًا مهمًا في بدء نهضة الثقافة الألبانية في القرن التاسع عشر. يتكلم الشاس لهجتهم الخاصة للغة الألبانية، وهي لهجة ألبانية توسك الجنوبية، وواحدة من اللغتين الأكثر محافظة عليها؛ والآخرى Arvanitika.
في أعقاب الاحتلال الإيطالي لألبانيا في عام 1939، أصبحت شامز أداة دعاية بارزة للإيطاليين وأصبحت العناصر غير المعتدلة بينهم أكثر صخبًا. ونتيجة لذلك، عشية الحرب اليونانية الإيطالية، قامت السلطات اليونانية بترحيل الذكور البالغين من سكان شام إلى معسكرات الاعتقال. بعد احتلال اليونان، تعاونت أجزاء كبيرة من سكان شام المسلمين مع القوات الإيطالية والألمانية. وأثار هذا الاستياء بين السكان اليونانيين المحليين وفي أعقاب الحرب العالمية الثانية، اضطر جميع سكان الشام المسلمين إلى الفرار إلى ألبانيا. استقر معظم سكان شام في ألبانيا، في حين شكل آخرون مجتمعات المهاجرين في تركيا والولايات المتحدة، واليوم لا يزال أحفادهم يعيشون في هذه البلدان. منذ سقوط الشيوعية في ألبانيا، شنّت شامز حملة من أجل حق العودة إلى اليونان واستعادة الممتلكات المصادرة.